# Estação Suramericana
A Estação Suramericana é uma das estações do Metrô de Medellín, situada em Medellín, entre a Estação Cisneros e a Estação Estadio. Administrada pela Empresa de Transporte Masivo del Valle de Aburrá Limitada (ETMVA), faz parte da Linha B.
Foi inaugurada em 28 de fevereiro de 1996. Localiza-se no cruzamento da Carrera 65 com a Rua 47. Atende o bairro Suramericana, situado na comuna de Laureles - Estadio.